# John J. Tatgenhorst
John J. Tatgenhorst (East Liverpool, Ohio, 22 augustus 1938) is een Amerikaans componist, arrangeur, dirigent en muziekpedagoog.

## Biografie
Tatgenhorst studeerde bij Billy May compositie aan de Ohio State University in Columbus. Hij werkte vooral als bewerker voor de muziekuitgaven Hansen, Warner Brothers en Columbia Pictures. Eveneens was hij als docent aan verschillende universiteiten in de Verenigde Staten bezig, onder andere aan zijn Alma Mater, de Ohio State University. Hij schreef ook veel arrangementen voor de Marching Band van de Ohio State University, zoals "Hang On Sloopy".
Als componist schreef hij vooral werken voor harmonieorkest en filmmuziek.

## Composities

### Werken voor harmonieorkest
- 1969 Cubano Drums
- 1971 Montage
- 1972 Tanglewood Overture
- 1974 Wind Song
- 1975 Acadia Overture
- 1976 Portrait for Clarinet
- 1977 Coventry
- 1979 Canterbury Suite
- 1980 Cambridge
- 1980 The Triumph of Man
- 1981 The Pyramids
- 1982 Broadmoor Fantasy
- 1984 Chromatic Comedy
- 1984 Hyde Park Overture
- 1985 Processional and March
- 1987 Berkshire
- 1991 Yellowstone
- Anthenium
- Back Home Again in Indiana
- Boo Gonk
- Carol of the Birds
- Chanson for Band
- Chump Change
- Clarion Textures
- Concerto for People
- Dedication Overture
- Fanfare for the New - Montenegro
- Fanfares for all Occasions
- High Gear Rock Cheers One & Two
- Invention for Band
- Latin Celebration
  1. Brazil
  2. Bésame Mucho
  3. Mambo Jambo
  4. Perfidia
- Let Your Body Talk
- Pet Parade
- Poem for Band
- Ravinia Overture
- Upon These Grounds
- Yea!

### Filmmuziek
- 1994 Solstice